# Любимівка (Ровеньківський район)
Люби́мівка (у 1920—2016 Дзержи́нський) — селище в Україні, у Ровеньківській міській громаді Ровеньківського району Луганської області. Населення становить 8,65 тис. осіб (за станом на 2001 рік). Орган місцевого самоврядування — Дзержинська селищна рада.

## Географія
У північно-східній частині селища бере початок Балка Козина.

## Історія
Засноване в 1878 році, як село Любимівка.
1920 року перейменоване на честь радянського діяча Фелікса Дзержинського. У 2016 в рамках декомунізації повернуто історичну назву.